# Бечарац
Бечарац (хорв. Bećarac) — гумористична форма  народної пісні, родом з сільської Славонії, Хорватія, яка, згодом, поширилась по Сербії і на південь Угорщини. Корінь слова походить від  bećar  (тур. bekâr), що означає «холостяк», «гуляка» або «п'яниця». Бечарки дразнять, глузують і / або є хтивими, і зазвичай співають чоловічі компанії на сільських вечірках.

## Опис
Бечарац використовує сувору форму куплета в декасиллаблі (decasyllable), завжди співається с однією і той самою музикою, яку грає оркестром тамбуриць або просто хором. Перший вірш співається лідером хору і формує логічна теза, це повторюється хором чоловіків. Другий вірш - гумористична антитеза, що також повторюється хором (але часто порушується сміхом). Бечарки зазвичай виконується на піку вечірки як питуща пісня після того, як натовп достатньо розігрівається вином і музикою. Серія бечарок може тривати нескінченно. Тексти пісень часто складаються на місці або  імпровізацією,  і найкращі з них розповсюджуються і використовуються для подальших вечірок.

## Історія
У 2009 році Хорватія представила бечарац серед інших для включення до Списку нематеріальної спадщини ЮНЕСКО. У 2010 році спроба була знову невдалою. У 2011 році вона, нарешті, була включена до списку.